# The Lennon Report
The Lennon Report è un film del 2016 diretto da Jeremy Profe.
La pellicola, sceneggiata dal regista con Walter Vincent, autore anche del soggetto, racconta gli avvenimenti accaduti al St. Luke's-Roosevelt Hospital la notte dell'8 dicembre 1980, data dell'omicidio di John Lennon.
Il film è stato prodotto da Gabriel Francisco e Rafael Francisco.

## Trama
New York, 8 dicembre 1980: Alan Weiss, giovane ed ambizioso giornalista, a seguito di un incidente in motocicletta si ritrova al pronto soccorso del St. Luke's-Roosevelt Hospital Center proprio la notte dell'arrivo dell'ex Beatle John Lennon gravemente ferito dai colpi di pistola di Mark David Chapman davanti all'ingresso della sua residenza al Dakota Building.

## Distribuzione
Il film venne presentato al Beverly Hills Film Festival il 6 aprile 2016. Successivamente fu proiettato il 24 aprile seguente durante il Newport Beach International Film Festival per poi essere distribuito limitatamente in alcuni cinema statunitensi in ottobre. È inedito in Italia.